# Pierre-Yves Eberle
Pierre-Yves Eberle  (* 25. Februar 1968; heimatberechtigt in Genf) ist ein Schweizer Berufsoffizier (Oberst i Gst).

## Aufgaben innerhalb der Schweizer Armee
Oberst im Generalstab Pierre-Yves Eberle ist der Chef des Luftwaffenstabes. Eberle ist Berufsmilitärpilot und war im Überwachungsgeschwader sowie 1999 Mitglied im PC-7 Team. Er war Flottenchef F/A-18, Projektleiter der Volltruppenübung Stabante vom 3. bis 7. Oktober 2011. Er fliegt die Pilatus PC-7, Northrop F-5E, Northrop F-5F sowie bei der Fliegerstaffel 18 die F/A-18C und F/A-18D.

## Olympische Sommerspiele 1988
Er nahm an den Olympischen Sommerspielen 1988 in Seoul im Schwimmen teil.